# 最優秀中継ぎ投手
最優秀中継ぎ投手（さいゆうしゅうなかつぎとうしゅ）は、日本野球機構の投手タイトルの一つ。
シーズンを通して、ホールドポイント（HP）数が最も多い選手が表彰される。

## 概要
1996年からセントラル・リーグでは、リリーフポイント（RP）数による「最優秀中継ぎ投手」として表彰。パシフィック・リーグでは、旧ホールド数による「最多ホールド投手」として表彰。2002年よりセ・パともにタイトル名称が「最優秀中継ぎ投手」となっている。2005年よりセ・パともに新ホールド+救援勝利のホールドポイント数による選考に統一された。

## 歴代受賞者

### HP統一前（2005年以前）
| 年度 | セントラル・リーグ | セントラル・リーグ | セントラル・リーグ | パシフィック・リーグ | パシフィック・リーグ       | パシフィック・リーグ |
| 年度 | 選手名             | 所属球団           | RP                 | 選手名               | 所属球団                   | ホールド             |
| ---- | ------------------ | ------------------ | ------------------ | -------------------- | -------------------------- | -------------------- |
| 1996 | 河野博文           | 読売ジャイアンツ   | 12.45              | 島崎毅               | 日本ハムファイターズ       | 16                   |
| 1997 | 島田直也           | 横浜ベイスターズ   | 24.75              | 橋本武広             | 西武ライオンズ             | 25                   |
| 1998 | 落合英二           | 中日ドラゴンズ     | 19.70              | 吉田修司(1)          | 福岡ダイエーホークス       | 21                   |
| 1999 | 岩瀬仁紀(1)        | 中日ドラゴンズ     | 28.15              | 藤井将雄             | 福岡ダイエーホークス       | 26                   |
| 2000 | 岩瀬仁紀(2)        | 中日ドラゴンズ     | 26.20              | 藤田宗一             | 千葉ロッテマリーンズ       | 19                   |
| 2001 | 木塚敦志           | 横浜ベイスターズ   | 28.40              | 吉田修司(2)          | 福岡ダイエーホークス       | 19                   |
| 2002 | 石井弘寿           | ヤクルトスワローズ | 34.60              | 森慎二(1)            | 西武ライオンズ             | 32                   |
| 2003 | 岩瀬仁紀(3)        | 中日ドラゴンズ     | 31.15              | 森慎二(2)            | 西武ライオンズ             | 26                   |
| 2004 | 岡本真也           | 中日ドラゴンズ     | 24.80              | 建山義紀             | 北海道日本ハムファイターズ | 13                   |

### HP統一後（2005年以降）
| 年度 | セントラル・リーグ | セントラル・リーグ     | セントラル・リーグ | パシフィック・リーグ | パシフィック・リーグ       | パシフィック・リーグ |
| 年度 | 選手名             | 所属球団               | HP                 | 選手名               | 所属球団                   | HP                   |
| ---- | ------------------ | ---------------------- | ------------------ | -------------------- | -------------------------- | -------------------- |
| 2005 | 藤川球児(1)        | 阪神タイガース         | 53（7勝46H）       | 菊地原毅             | オリックス・バファローズ   | 36（3勝33H）         |
| 2006 | 藤川球児(2)        | 阪神タイガース         | 35（5勝30H）       | 武田久               | 北海道日本ハムファイターズ | 45（5勝40H）         |
| 2006 | 加藤武治           | 横浜ベイスターズ       | 35（8勝27H）       | 武田久               | 北海道日本ハムファイターズ | 45（5勝40H）         |
| 2007 | 久保田智之(1)      | 阪神タイガース         | 55（9勝46H）       | 薮田安彦             | 千葉ロッテマリーンズ       | 38（4勝34H）         |
| 2008 | 久保田智之(2)      | 阪神タイガース         | 37（6勝31H）       | 川﨑雄介             | 千葉ロッテマリーンズ       | 31（2勝29H）         |
| 2009 | 山口鉄也(1)        | 読売ジャイアンツ       | 44（9勝35H）       | 攝津正(1)            | 福岡ソフトバンクホークス   | 39（5勝34H）         |
| 2010 | 浅尾拓也(1)        | 中日ドラゴンズ         | 59（12勝47H）      | B.ファルケンボーグ   | 福岡ソフトバンクホークス   | 42（3勝39H）         |
| 2010 | 浅尾拓也(1)        | 中日ドラゴンズ         | 59（12勝47H）      | 攝津正(2)            | 福岡ソフトバンクホークス   | 42（4勝38H）         |
| 2011 | 浅尾拓也(2)        | 中日ドラゴンズ         | 52（7勝45H）       | 平野佳寿             | オリックス・バファローズ   | 49（6勝43H）         |
| 2012 | 山口鉄也(2)        | 読売ジャイアンツ       | 47（3勝44H）       | 増井浩俊             | 北海道日本ハムファイターズ | 50（5勝45H）         |
| 2013 | S.マシソン(1)      | 読売ジャイアンツ       | 42（2勝40H）       | 佐藤達也(1)          | オリックス・バファローズ   | 42（2勝40H）         |
| 2013 | 山口鉄也(3)        | 読売ジャイアンツ       | 42（4勝38H）       | 佐藤達也(1)          | オリックス・バファローズ   | 42（2勝40H）         |
| 2014 | 福原忍(1)          | 阪神タイガース         | 42（4勝38H）       | 佐藤達也(2)          | オリックス・バファローズ   | 48（6勝42H）         |
| 2015 | 福原忍(2)          | 阪神タイガース         | 39（6勝33H）       | 増田達至             | 埼玉西武ライオンズ         | 42（2勝40H）         |
| 2016 | S.マシソン(2)      | 読売ジャイアンツ       | 49（8勝41H）       | 宮西尚生(1)          | 北海道日本ハムファイターズ | 42（3勝39H）         |
| 2017 | 桑原謙太朗         | 阪神タイガース         | 43（4勝39H）       | 岩嵜翔               | 福岡ソフトバンクホークス   | 46（6勝40H）         |
| 2017 | M.マテオ           | 阪神タイガース         | 43（7勝36H）       | 岩嵜翔               | 福岡ソフトバンクホークス   | 46（6勝40H）         |
| 2018 | 近藤一樹           | 東京ヤクルトスワローズ | 42（7勝35H）       | 宮西尚生(2)          | 北海道日本ハムファイターズ | 41（4勝37H）         |
| 2019 | J.ロドリゲス       | 中日ドラゴンズ         | 44（3勝41H）       | 宮西尚生(3)          | 北海道日本ハムファイターズ | 44（1勝43H）         |
| 2020 | 清水昇(1)          | 東京ヤクルトスワローズ | 30（0勝30H）       | L.モイネロ           | 福岡ソフトバンクホークス   | 40（2勝38H）         |
| 2020 | 祖父江大輔         | 中日ドラゴンズ         | 30（2勝28H）       | L.モイネロ           | 福岡ソフトバンクホークス   | 40（2勝38H）         |
| 2020 | 福敬登             | 中日ドラゴンズ         | 30（5勝25H）       | L.モイネロ           | 福岡ソフトバンクホークス   | 40（2勝38H）         |
| 2021 | 清水昇(2)          | 東京ヤクルトスワローズ | 53（3勝50H）       | 堀瑞輝               | 北海道日本ハムファイターズ | 45（3勝42H）         |
| 2022 | Y.ロドリゲス       | 中日ドラゴンズ         | 45（6勝39H）       | 平良海馬             | 埼玉西武ライオンズ         | 35（1勝34H）         |
| 2022 | 湯浅京己           | 阪神タイガース         | 45（2勝43H）       | 水上由伸             | 埼玉西武ライオンズ         | 35（4勝31H）         |
| 2023 | 島内颯太郎         | 広島東洋カープ         | 42（3勝39H）       | L.ペルドモ           | 千葉ロッテマリーンズ       | 42（1勝41H）         |
| 2024 | 松山晋也           | 中日ドラゴンズ         | 43（2勝41H）       | 河野竜生             | 北海道日本ハムファイターズ | 34（1勝33H）         |
| 2024 | 桐敷拓馬           | 阪神タイガース         | 43（3勝40H）       | 河野竜生             | 北海道日本ハムファイターズ | 34（1勝33H）         |

- 太字は各リーグ記録
- 赤太字はNPB最高

## 最優秀中継ぎ投手に関する主な記録

### 最多受賞者
| 投手     | 回数 | 年度             |
| -------- | ---- | ---------------- |
| 岩瀬仁紀 | 3    | 1999, 2000, 2003 |
| 山口鉄也 | 3    | 2009, 2012, 2013 |
| 宮西尚生 | 3    | 2016, 2018, 2019 |

### その他の記録
- ホールドに関する記録
  - 最多ホールド：セ・リーグ 50ホールド 清水昇（2021年）、パ・リーグ 45ホールド 増井浩俊（2012年）
  - 最少ホールド：セ・リーグ 25ホールド　福敬登（2020年）、パ・リーグ 29ホールド　川崎雄介（2008年）[1]
- ホールドポイントに関する記録
  - 最多ホールドポイント：セ・リーグ 59HP 浅尾拓也（2010年）、パ・リーグ 50HP 増井浩俊（2012年）
  - 最少ホールドポイント：セ・リーグ 30HP 祖父江大輔・福敬登・清水昇（2020年）、パ・リーグ 31HP 川崎雄介（2008年）